# Funningur
Funningur es un pequeño poblado de las islas Feroe, localizado al noroeste de la isla de Eysturoy. 
Al oeste del pueblo se encuentra la montaña más alta de las Islas Feroe: Slættaratindur (882 m). Según la tradición, el primer vikingo que colonizó las Islas Feroe se asentó en Funningur en el año 800. Su nombre fue Grímur Kamban, quien provenía de las islas británicas. La iglesia de Funningur data de 1847.
Las montañas que rodean a la isla (siguiendo el orden de las manecillas del reloj) son:
- Middagsfjall (601m)
- Gráfelli (856m)
- Slættaratindur (882m)
- Vaðhorn (780m)
- Blámansfjall (792m) sin contar el pico Nón (504m)
- Húsafjall (697m)